# جغد کوتوله تامائولیپاس
جغد کوتوله تامائولیپاس (نام علمی: Glaucidium sanchezi) یک گونه جغد از خانواده جغدان راستین و بومی مکزیک است. این پرنده، از کوچک‌ترین جغدهای جهان با طول متوسط ۱۳٫۵ سانتی‌متر است اما با این حال، با دارا بودن ۵۳ گرم (۱٫۹ اونس) وزن، کمی سنگین‌تر از جغدک ریش‌بلند و جغد جنی است. زیستگاه طبیعی این پرنده، جنگل‌های کوهستانی مرطوب مناطق نیمه‌گرمسیری یا گرمسیری است.

## ویژگی‌ها
جغد کوتولهٔ تامائولیپاس بالغ، بین ۱۳ و ۱۶ سانتیمتر (۵٫۱ و ۶٫۳ اینچ) با دمی نسبتاً بلند بین ۵٫۱ و ۵٫۷ سانتیمتر (۲٫۰ و ۲٫۲ اینچ) طول دارد. میانگین وزن آن‌ها ۵۳ گرم (۱٫۹ اونس) و نر به‌طور کلی سبک‌تر از ماده است. جنس نر، دارای صورتی تخت و مایل به قهوه‌ای است که با ابروهای سفید کوتاه پوشیده شده‌است. قسمت‌های بالایی بدن، به رنگ قهوه ای زیتونی، با تاج خاکستری و لکه‌های سفید ریز در جلو و کناره‌های تاج است. پرهای اصلی بال و دم دارای رنگ سفید هستند. قسمت‌های زیرین بدن نیز مایل به سفید با مقداری رگه‌ها و لکه‌های قرمز مایل به قهوه‌ای است. پاها دارای پر، نوک قهوه‌ای مایل به زرد و چشم‌ها زرد است. ماده‌ها شبیه نرها هستند اما در مجموع، ظاهری قهوه‌ای مایل به قرمز دارند.

## زیستگاه
جغد کوتولهٔ تامائولیپاس بومزاد مکزیک است و فقط در کوه‌های شمال شرقی مکزیک، در بخش شمالی ایالت ایدالگو و بخش جنوب شرقی ایالت سن لوئیس پوتوسی یافت می‌شود. زیستگاه این جانور، جنگل‌های همیشه‌سبز مرطوب، جنگل‌های کوهستانی و ابری در ارتفاعات بین ۹۰۰ و ۲٬۱۰۰ متر (۳٬۰۰۰ و ۶٬۹۰۰ فوت) است.

## بوم‌شناسی
جغد کوتولهٔ تامائولیپاس، تا حدی روزگرد است و از حشرات و مهره‌داران کوچک مانند مارمولک تغذیه می‌کند. اطلاعات کمی در مورد عادات و رفتارهای آن وجود دارد، اما معمولاً سوراخی را که قبلاً توسط دارکوب استفاده شده، به عنوان آشیانهٔ خود بر روی درختان، انتخاب می‌کند. پرندهٔ ماده در هر نوبت تا چهار تخم سفید می‌گذارد و جوجه‌ها می‌توانند بلافاصله پس از بیرون آمدن از آشیانه، پرواز کنند.

## وضعیت حفاظتی
اتحادیه بین‌المللی حفاظت از طبیعت، در برهه‌ای، وضعیت حفاظت از جغد کوتولهٔ تامائولیپاس را با وضعیت " کمترین نگرانی " ارزیابی کرد، اما اکنون این وضعیت، به "نزدیک تهدید" تغییر یافته‌است. جنگل‌هایی که این جغد در آن‌ها زندگی می‌کند در حال تخریب هستند و اکنون تصور می‌شود که زیستگاه این پرنده کوچک‌تر از گذشته‌است. همچنین تصور می‌شود که جمعیت آن‌ها در حال کاهش است و تخمین زده می‌شود که جمعیت آن‌ها کمتر از ۵۰٬۰۰۰ مورد باشد.